# 리아오케라톱스

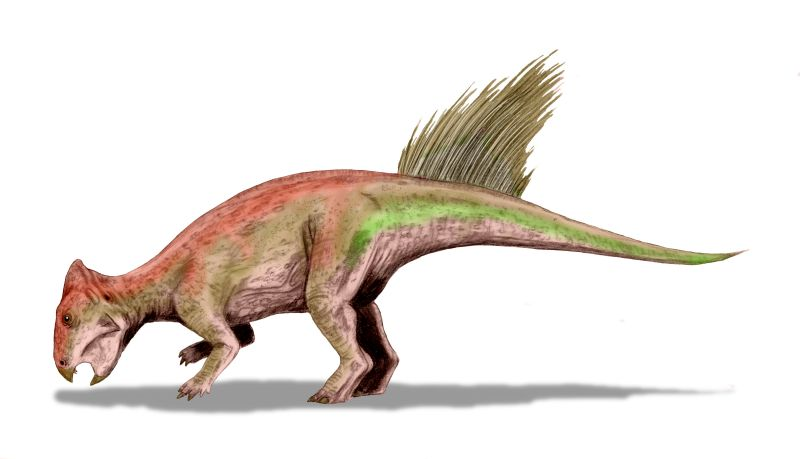

리아오케라톱스(Liaoceratops)는 "리아오의 뿔이 있는 얼굴"이라는 뜻으로 각룡류 공룡이며 원시적인 케라톱스과와 근연관계인 것으로 보인다. 백악기 전기, 약 1억 3000만 년 전에 살았다. 중국에서 미국과 중국 과학자들에 의해 발견되었다. 리아오케라톱스는 가까운 관계의 공룡들보다 훨씬 작았지만 각룡류 공룡들의 초기 진화에 대해 많은 것을 알 수 있게 해준다.

## 발견과 명명
리아오케라톱스는 깃털공룡 화석이 많이 발견된 것으로 유명한 중국의 랴오닝 지방에서 발견되었다. 모식종인 리아오케라톱스 얀지고우엔시스(Liaoceratops yanzigouensis)는 2002년에 명명되었고, 쉬싱, 피터 마코비키, 왕 샤오린, 마크 노렐, 그리고 요우 하이루등에 의해 기재되었다. 속명은 랴오닝 지방의 이름과 그리스어로 "뿔"을 뜻하는 케라스(keras), "얼굴"을 뜻하는 옵스(ops)에서 온 것이다. [[종명은 얀지구 마을에서 딴 것이다.
완모식표본인 IVPP V12738은 바렘절의 이셴 층(Yixian Formation)에서 발견되었다. 이 지층에서는 또 곤충과 은행나무 화석 및 2005년에 마코비키에 의해 보고된 초기 트로오돈과 공룡 시노베나토르를 비롯해 다른 공룡들의 화석도 발견되었다.
피터 마코비키의 말에 따르면, "이 지역은 공룡과 포유류, 곤충, 그리고 속씨식물의 진화에 대해 매우 중요한 정보를 주고 있습니다. 리아오케라톱스보다 더 원시적인 표본들도 찾을 수 있으면 좋겠습니다."
모식종은 거의 완전한 두개골로 이루어져 있다. 부모식표본인 IVPP V12633 은 어린 개체의 두개골로 보인다. 2007년에 또 하나의 두개골인 CAGS-IG-VD-002 가 발견되었는데 이것은 더 어린 개체의 두개골이었다. 이 표본에는 두개골의 천장 부분이 없었는데 포식자가 두개골을 열어 내용물을 먹었기 때문으로 보인다.

## 기재와 분류
리아오케라톱스는 비교적 작은 공룡으로 완모식표본인 두개골의 길이가 154 밀리미터, 무게가 3 킬로그램 정도이며, 후대 각룡류의 특징인 이마의 뿔이나 목을 감싸는 프릴은 없고 뺨 부분의 뿔과 두개골 뒤쪽의 작은 프릴만을 가지고 있다. 하지만 이런 특징들이 각룡류들이 진화하면서 어떻게 갈라졌는지 이해하는 데 도움을 주고 있다. 북아메리카에서 유명한 트리케라톱스가 진화하기 훨씬 전에 각룡류는 두 갈래로 나뉘었다. 주류를 이룬 신각룡류는 눈에 띄는 뿔과 프릴을 가진 형태로 리아오케라톱스는 이들 중 가장 원시적인 종류이다. 다른 갈래는 프시타코사우루스과로 더 작고 앵무새 모양의 부리를 가진 공룡들이다.
"리아오케라톱스는 뿔달린 공룡의 초기 진화에 대해 많은 것을 알 수 있게 해줍니다. 트리케라톱스 및 그와 가까운 공룡들이 아주 작은 아시아의 각룡류로부터 진화했다는 것이죠. 진화에 대해 더 많은 것을 알려주기 때문에 과학적인 측면에서 보자면 이 작고 원시적인 공룡이 (트리케라톱스처럼) 더 크고 더 유명한 사촌들보다 여러 모로 더 흥미롭습니다. 초기 공룡들은 서로 다른 그룹의 공룡들을 하나로 묶어주는 연결고리가 되고 진화가 어떤 패턴으로 일어났는지를 알려주기 때문에 매우 중요합니다." 시카고에 위치한 필드 자연사박물관의 공룡 학예사이자 리아오케라톱스를 보고한 논문의 공저자인 피터 마코비키의 말이다.
"리아오케라톱스는 신각룡류와 프시타코사우루스과가 최소한 아주 이른 백악기에는 갈라졌다는 것을 알려줍니다. 또 각룡류가 그들만의 특징을 우리가 전에 알던 것보다 더 일찍, 더 빠른 속도로 진화시켰다는 것을 보여주죠."

## 뿔과 프릴의 용도
흥미롭게도, 몸집이 작은 리아오케라톱스가 각룡류 공룡이 가진 뿔과 프릴의 역할에 대해 이해하는 데 도움이 될 것 같다. 처음에는 뿔과 프릴이 공격 내지 방어를 위해 사용되었다고 생각되었지만 오늘날 많은 고생물학자들은 이것이 짝에게 매력적으로 보이기 위한 것이거나 같은 종을 알아보는 데 유용한 도구였을 거라고 보고 있다. 리아오케라톱스는 양쪽 눈의 뒤쪽 광대뼈 부분에 옆으로 난 작은 뿔을 가지고 있다. 이 뿔은 상대적으로 작고 가볍기 때문에 마코비키는 이것이 방어가 아니라 과시에 사용되는 기관이었으리라고 본다.

## 참고 문헌
- Xu, X., Makovicky, P.J., Wang, X, Norell, M.A. and You, H. (2002). “A ceratopsian dinosaur from China and the early evolution of Ceratopsia.”. Nature 416 (6878): 314–317. doi:10.1038/416314a. PMID 11907575.